# Distrofia muscular congénita por déficit de lámina A/C
La distrofia muscular congénita (DMC) por déficit de lamina A/C (L-CMD en inglés), distrofia muscular congénita asociada al gen LMNA o distrofia muscular Emery-Dreifuss II es una enfermedad que se engloba en las laminopatías.

Las laminopatías son causadas, entre otras mutaciones, por mutaciones al gen LMNA, este se encarga de sintetizar las láminas A y C. 
La DMC por déficit de lamina A/C se caracteriza de forma genérica, igual que el resto de distrofias musculares, por debilidad muscular, dificultades motrices y carencia de control del movimiento de la cabeza, insuficiencia respiratoria y anomalías cardíacas. 
Se trata de una enfermedad hereditaria autosómica dominante porque afecta tanto al sexo masculino como al femenino indistintamente. Es de herencia dominante porque el gen anormal dominaría sobre el normal y se transmitiría la enfermedad, aunque también puede ser de herencia recesiva, es decir, los padres serían portadores del defecto pero no se mostraría.
Pero, esta enfermedad también se produce por mutaciones de novo, es decir mutaciones espontáneas. Por lo tanto, aunque los padres tengan los genes normales, los hijos afectados por la mutación del gen tendrían hijos que sufrirían la misma enfermedad, puesto que se transmitiría a través de la herencia genética.
Esta distrofia se pudo descubrir gracias a la genetista Gisèle Bonne que identificó la primera mutación del gen LMNA en 1999.

## Gen LMNA
Es el gen responsable de esta DMC. El locus exacto en los cromosomas afectados es 1q21, es decir que se encuentra en el brazo largo del cromosoma 1 en la posición 21. 

El gen LMNA (codifica las laminas A y C), que causan la EDMD autosómica dominante (AD-EDMD en inglés) y la EDMD autosómica recesiva (AR-EDMD en inglés).
El gen lamina A/C se asocia a diferentes patologías entre las cuales encontramos la L-CMD. 
Este gen se encarga de sintetizar las proteínas lámina A y lámina C. Las láminas A y C son proteínas estructurales de filamentos intermedios que proporcionan estabilidad y resistencia a las células. Se encargan específicamente del recubrimiento de la envoltura nuclear  y tienen un papel importante en la organización de la cromatina.

## Síntomas
La distrofia relacionada con LMNA  (L-CMD en inglés) se puede presentar con un cuadro severo en los primeros seis meses de vida.

En general, los síntomas son los siguientes: debilidad muscular, dificultad en las adquisiciones motoras o ausencia de las mismas, poco control de la cabeza y rigidez espinal en la zona cervical y dificultades respiratorias y trastornos cardíacos como arritmias y dilatación cardíaca. Estos últimos pueden ser los responsables de una muerte súbita.

## Diagnóstico
A diferencia de la mayoría de distrofias musculares, la DMC por déficit de lámina A/C, cuando se hace una biopsia, esta no presenta ruptura de las fibras musculares que indique una degeneración muscular.
Para diagnosticar una distrofia muscular se hace un control de la encima creatina-quinasa si este aumenta, pero no es útil para identificar de forma concreta la DMC asociada al gen LMNA. Tampoco sirve hacer un estudio immunohistoquímico porque no da suficiente información para detectar esta patología. 
Así que, el diagnóstico se tiene que confirmar partiendo de técnicas moleculares, es decir, con la secuenciación del gen LMNA.

## Tratamiento
Es una enfermedad que por el momento no tiene cura. Se cree que la cura se puede encontrar arreglando los genes defectuosos que la causan. 
Los pacientes que sufren esta patología es un tratamiento paliativo:
- Ejercicios y técnicas fisioterapéuticas para evitar posibles contracturas que dificultan el movimiento y provocan dolor articular.
- Utilización de aparatos como el BiPAP nocturno o el Cough Assist y Alpha 300.
- Monitorización con un linq que es un Holter permanente que monitoriza los ritmos cardíacos constantemente.
- Si hay problemas severos de alimentación es necesario la utilización de un botón gástrico.

## Pronóstico
Hay un pronóstico abierto porque es una enfermedad que no se sabe cómo evolucionará. La cura de la enfermedad se podría encontrar a través de algunas terapias avanzadas como CRISPR/Cas9.